# Partido Revolucionario Cubano Auténtico
El Partido Revolucionario Cubano (Auténtico) o Partido Auténtico, PRC (A) fue un partido político cubano fundado el 8 de febrero de 1934 por Ramón Grau San Martín. Fue, junto con el Partido Ortodoxo, uno de los dos partidos principales de Cuba antes de la Revolución cubana. El PRC (A) ganó las elecciones presidenciales en dos ocasiones: Ramón Grau San Martín (1944-1948) y Carlos Prío Socarrás (1948-1952).

## Programa de gobierno e ideología
El programa de gobierno del Partido Auténtico era de corte paladinamente nacionalista. Su lema era "Cuba para los cubanos".
Su programa contenía elementos de carácter socialista y corporativistas. Por ejemplo después de llegar al poder, los auténticos apoyaron numerosos esfuerzos de reforzar el poder de los sindicatos. Además, algunos de sus miembros militaron para que la economía fuese administrada por comisiones tripartitas, las cuales consistirían de empresarios, los líderes sindicales y burócratas. Sus miembros también introdujeron una medida en la Convención Constituyente del 1940 para que el senado fuese constituido por los líderes sindicales y los empresarios.

## Acción política
En 1933, fue derrocada la larga dictadura de Gerardo Machado (1925-1933) y luego de una serie de gobiernos provisorios asumió como presidente Ramón Grau San Martín apoyado por el movimiento estudiantil reformista organizado en el Directorio Estudiantil Revolucionario, quién a su vez fue destituido el 14 de enero de 1934, por obra del General Fulgencio Batista. Ese período, conocido como «el gobierno de los 100 días» (fueron 127 días) se caracterizó por algunas medidas progresistas que perduraron en la memoria popular y construyeron la popularidad de Grau.
Inmediatamente después de ser destituido, Ramón Grau San Martín y otros líderes políticos, como Carlos Prío, fundaron el Partido Revolucionario Cubano (Auténtico), inspirándose en el Partido Revolucionario Cubano fundado por José Martí en 1892 para luchar por la independencia de Cuba. En 1935 se creó la Organización Auténtica (OA), organización militar secreta del partido.
En 1944, luego de cuatro años de gobierno democrático de Fulgencio Batista, Ramón Grau San Martín fue elegido presidente por una notable mayoría de la población. Durante este período, el senador y seguidor de Grau, Eduardo Chibás, se separó del PRC (A) denunciando la corrupción de en sus dirigentes y fundando el Partido Ortodoxo en 1947.
En las elecciones de 1948 el PRC (A) volvió a ganar la presidencia resultando electo Carlos Prío Socarrás (1948-1952). El 10 de marzo de 1952 Fulgencio Batista tomó el poder dando un Golpe de Estado. El 2 de junio de 1953 el expresidente de Cuba, Carlos Prío Socarrás, presidente del Partido Auténtico, y Emilio Ochoa, presidente del Partido Ortodoxo, junto a líderes de otras tendencias, firmaron la Carta de Montreal o Pacto de Montreal estableciendo un programa político mínimo frente a Batista: restablecimiento de la Constitución cubana de 1940, convocatoria a elecciones libres sin Batista y formación de un gobierno provisional que ordenara el llamado a elecciones. El expresidente Ramón Grau San Martín se postuló como candidato presidencial del Partido en las elecciones presidenciales de 1954 y 1958, pero se retiró antes de las elecciones de 1954. En ambos casos denunció fraude electoral por parte del gobierno de Fulgencio Batista.

## Miembros destacados del Partido Auténtico
- Ramón Grau San Martín
- Carlos Prío Socarrás
- Eduardo Chibás
- Nicolás Castellanos
- Aureliano Sánchez Arango
- Eusebio Mujal
- Manuel Antonio de Varona
- Carlos Hevia
- Rafael García Bárcena
- Félix Lancís Sánchez
- Rolando Masferrer